# Georg Benedikt von Ogilvy

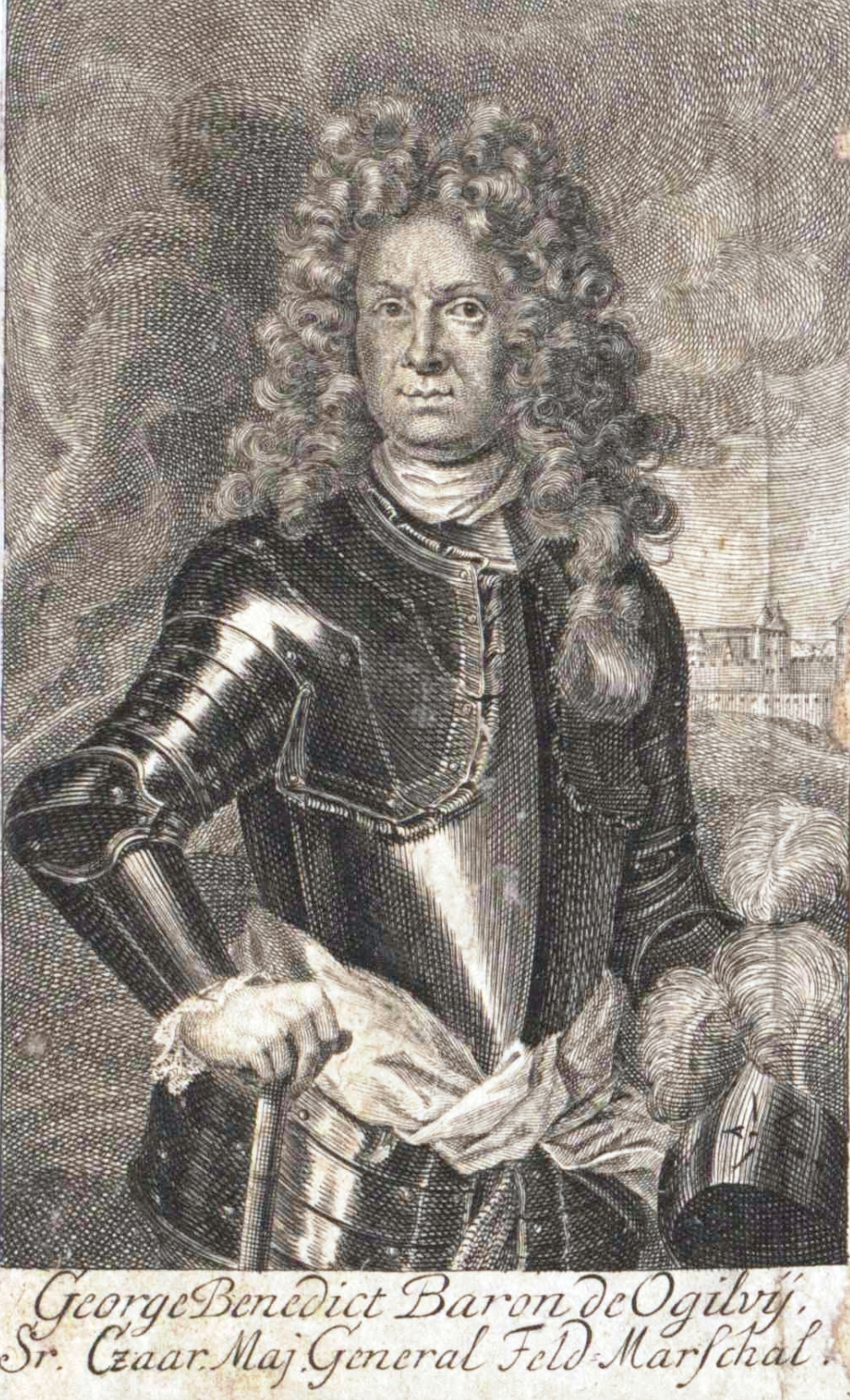
Georg Benedikt Ogilvy, Stich von Martin Bernigeroth

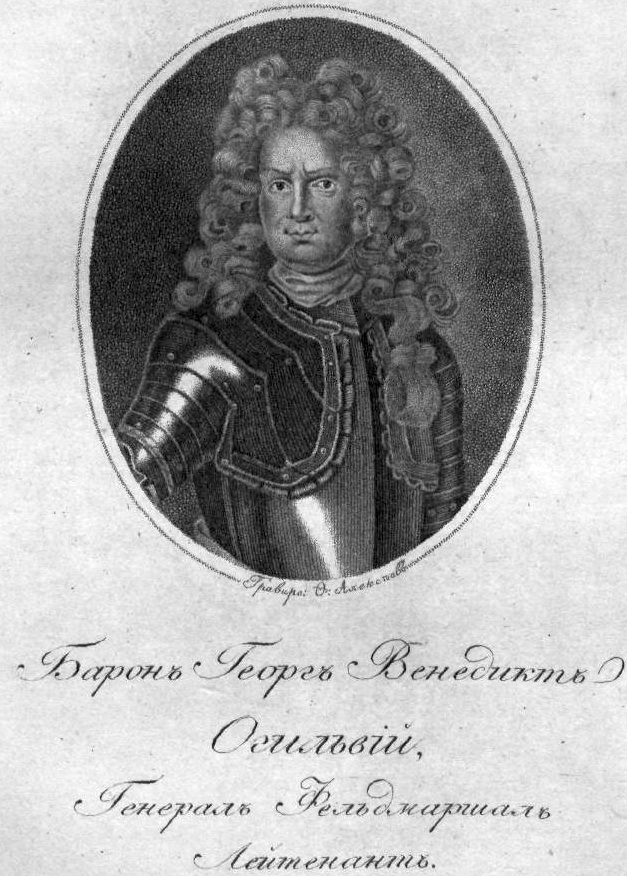
Georg Benedikt von Ogilvy

Georg Benedikt Freiherr von Ogilvy, Baron Ogilvy de Muirtown, (* 19. März 1651 in Scheltschitz in Mähren; † 8. Oktober 1710 in Danzig) war ein königlich-polnischer und kurfürstlich-sächsischer Generalfeldmarschall schottischer Abstammung.

## Leben

### Herkunft
Ogilvy war der Sohn des Freiherrn George Jacob von Ogilvy (1605–1661), Kommandant der Brünner Festung Spielberg (tsch. Špilberk). Georg Jacob war Sohn des Francis Ogilvy, of Smiddyhill, und Enkel des James Ogilvy, 5. Lord Ogilvy of Airlie aus dem schottischen Clan Ogilvy.

### Der Aufstieg in kaiserlich-habsburgischen Diensten
Er trat 1664 als dreizehnjähriger Pikenier in das Regiment des kaiserlichen Generals von Leslie ein, wurde dann Gefreyt-Corporal, Feldwebel, Fähnrich und Lieutenant, bis er schließlich eine eigene Kompanie erhielt. 1677 wurde er Obrist-Wachtmeister im Regiment Prinz Ludwigs von Baden. Nachdem er einige Zeit bei der Belagerung von Ofen die Stelle eines Trenchée-Majors vertreten hatte, wurde er 1683 zum Obrist-Lieutenant und 1689 zum Kommandanten der Festung Belgrad ernannt.
1691 erhielt er von Kaiser Leopold I. als Obrister ein eigenes Regiment und im Jahr darauf den Rang eines Wirklichen Kaiserlichen Kämmerers. 1696, mittlerweile General-Feld-Wachtmeister, wurde er Kommandant von Tokaj. 1702 wurde er zur kaiserlichen und Reichsarmee an den Rhein beordert, wo er u. a. unter dem Generalkommando Kaiser Josephs I. an der Belagerung von Landau teilnahm. Im folgenden Jahr, 1703, wurde er zum General-Feld-Marschall-Leutnant ernannt und in dieser Eigenschaft dem General-Feldmarschall Graf Traun beigegeben.

### General in kaiserlich-russischen Diensten
Bei seinem Besuch in Wien 1698 war Zar Peter der Große auf Ogilvy aufmerksam geworden und berief ihn nach Russland. Mit Erlaubnis des Kaisers folgte Ogilvy diesem Ruf und wurde als Nachfolger des verstorbenen Generals François Le Fort kaiserlich-russischer General-Feldmarschall und kommandierender General-en-chef aller russischen Truppen. In dieser Eigenschaft kam er im Großen Nordischen Krieg zum Einsatz. 1704 kommandierte er bei der Belagerung von Narva das Lager und konnte die Stadt am 9. August erobern. Am 16. desselben Monats eroberte er das Schloss Iwanogrod. Für diese Leistungen erhielt er von König August II. von Polen den Orden vom Weißen Adler.

### Königlich-polnischer und kurfürstlich-sächsischer Generalfeldmarschall
Nach Beendigung seiner Dienstzeit in Russland ernannte ihn der polnische König und sächsische Kurfürst August zum Generalfeldmarschall, Wirklichen Geheimen Rat und Präsidenten des geheimen Kriegsrats-Kollegiums. Außerdem verlieh er ihm ein Regiment zu Fuß und eins zu Pferde und noch einige andere Privilegien. Zu gleicher Zeit erhielt er auch eine Stelle als kaiserlicher General-Feld-Zeugmeister.
1708 erwarb er in Böhmen die Herrschaften Zahorzan und Taschau, beide bei Leitmeritz gelegen. Nachdem er kurz darauf mit dem kursächsischen Heer nach Polen eingerückt war, um Danzig zu belagern, starb er dort am 10. Oktober (nach anderen Quellen am 8.) 1710.

## Familie
Er war mit Maria Anastasia von Zuckmantel zu Brumath († 4. Juni 1695) verheiratet. Der einzige Sohn des Paares Hermann Carl von Ogilvy wurde sein Universalerbe.